# Паутинник абрикосово-жёлтый
Паути́нник абрико́сово-жёлтый, или ора́нжевый (лат. Cortinarius armeniacus) — вид грибов, входящий в род Паутинник (Cortinarius) семейства Паутинниковые (Cortinariaceae).

## Описание
Пластинчатый шляпконожечный гриб с паутинистым покрывалом. Шляпка взрослых грибов достигает 3—8 см в диаметре, у молодых грибов выпуклая, затем раскрывается до плоской, в центре с бугорком или без него, охотно впитывающая воду (гигрофанная). Поверхность немного блестящая, в дождливую погоду клейкая, желтовато-бурая или красновато-бурая, при подсыхании охристо-жёлтая. Пластинки гименофора приросшие зубцом к ножке, часто расположенные, у молодых грибов желтовато- или буровато-охристые, затем, при созревании спор, ржаво-коричневые.
Кортина белая.
Мякоть беловатая, со слабым редечным запахом.
Ножка достигает 6—13 см в длину и 0,8—1,5 см в толщину, цилиндрическая или расширяющаяся книзу, с шелковисто-волокнистой белой поверхностью, с малозаметными белыми же поясками кортины.
Споровый отпечаток ржаво-коричневого цвета. Споры 7,5—9×5—6 мкм, эллиптические, с неровной бородавчатой поверхностью. Хейлоцистиды имеются.
Мякоть при контакте с гваяколом окрашивается в зелёный, с фенолом — в красно-коричневый. Цветовой реакции на щелочь, формалин или нитрат серебра не идёт.
Съедобный мясистый гриб, к определению которого, однако, следует подходить с осторожности ввиду наличия родственных несъедобных видов.

### Сходные виды
Относится к группе трудноотличимых видов подрода Telamonia. Некоторые из них:
- Cortinarius privignoides Rob.Henry, 1985 отличается булавовидным утолщением с мякотью губчатой консистенции в основании ножки.
- Cortinarius dilutus (Pers.) Fr., 1838 отличается буроватой ножкой и округлыми спорами.
- Cortinarius illuminus Fr., 1838 также окрашен довольно ярко, отличается почти округлыми спорами.
- Cortinarius renidens Fr., 1838 отличается округлыми спорами и коричневатой ножкой.

## Экология и ареал
Широко распространён по бореальной зоне Евразии и Северной Америки. Произрастает в хвойных (в основном, еловых) лесах с конца лета по начало осени.

## Синонимы
- Agaricus armeniacus Schaeff., 1774basionym
- Agaricus castaneus Batsch, 1783, nom. superfl.
- Hydrocybe armeniaca (Schaeff.) Wünsche, 1877